# Trybunał inkwizycji w Cremie
Trybunał inkwizycji w Cremie – sąd inkwizycyjny z siedzibą w Cremie w Republice Weneckiej, kierowany przez dominikanów. Istniał w latach 1614–1797 i należał do struktur inkwizycji rzymskiej.

## Historia
Crema w okresie renesansu należała pod względem politycznym do Republiki Weneckiej (od 1449), a pod względem kościelnym do diecezji Piacenzy. Do 1515 podlegała jurysdykcji dominikańskich inkwizytorów Brescii, jednak w maju 1515 została podporządkowana, zgodnie z przynależnością diecezjalną, trybunałowi inkwizycji w Piacenzy.
W 1579 Crema została podniesiona do rangi diecezji i wyodrębniona z diecezji Piacenzy. Mimo to, pozostała początkowo podporządkowana inkwizytorowi Piacenzy, którego w Cremie reprezentował odtąd wikariusz generalny.
W 1614 papież Paweł V zdecydował o utworzeniu w diecezji Cremy samodzielnego trybunału inkwizycyjnego i powierzeniu go dominikanom. Pierwszym inkwizytorem Cremy został Giovanni Maria Florani. Za decyzją tą przypuszczalnie stały względy polityczne – Crema była bowiem częścią Republiki Weneckiej, a Piacenza należała do księstwa Parmy.
Inkwizycja w Cremie działała do 1797, kiedy wojska rewolucyjnej Francji najechały północną Italię, powodując rozpad Republiki Weneckiej. W Cremie została powołana municypalna Republika Cremy, której władze 12 sierpnia 1797 wydały dekretu o zniesieniu. Ostatni inkwizytor Pietro Placido Novelli został aresztowany za wygłaszanie antyrepublikańskich poglądów, ale po krótkim uwięzieniu go zwolniono.

## Organizacja
Na czele trybunału stał dominikanin z konwentu S. Domenico, należącego do prowincji lombardzkiej zakonu dominikańskiego. Pomagał mu jeden wikariusz generalny. Jego jurysdykcja obejmowała diecezję Cremy. Nominacji inkwizytorskich dokonywała rzymska Kongregacja Świętego Oficjum.

## Archiwum
Archiwum trybunału w Cremie, podobnie jak większości włoskich trybunałów inkwizycyjnych, zostało w przeważającej mierze zniszczone. Zachowały się jednak dwa tomy dokumentacji procesowej. Pierwszy z nich znajduje się w archiwum diecezjalnym w Cremie i dotyczy działalności wikariatu inkwizycyjnego w Cremie latach 1582–1613. Drugi natomiast przechowywana jest w Biblioteca Valdese w Torre Pellice i obejmuje dokumentację procesową trybunału z lat 1622–1630.
Na podstawie powyższej dokumentacji wiadomo, że w latach 1582-1613 przed wikariuszem inkwizycji w Piacenzy dla diecezji Cremy wszczęte zostały 53 postępowania, w tym 44 procesy formalne. Natomiast w latach 1622–1630 przed inkwizytorem Cremy wszczęto 63 postępowania, w tym 25 procesów formalnych. Nikogo nie skazano przy tym na śmierć.
Ostatni inkwizytor Cremy, Pietro Placido Novelli, w roku 1795 odnotował zaledwie szesnaście denuncjacji.

## Inkwizytorzy Cremy (od 1614)
Nie jest znana pełna lista inkwizytorów Cremy. W 1729 dominikański historyk Domenico Francesco Muzio sporządził katalogi inkwizytorów dominikańskich wszystkich włoskich trybunałów, w tym trybunału z Cremy, brak jednak podobnego opracowania dla późniejszego okresu.
- Giovanni Maria Florani OP (1614–1616)
- Agostino da Reggio OP (1616–1620)
- Raffaele Grillenzoni da Bologna OP (1620)
- Giovanni Paolo Fieschi OP (1620–1625)
- Onorio Parma da Brescia OP (1625–1626)
- Benedetto de Oriano da Brescia OP (1626–1627)
- Giacinto Marmotta da Verona OP (1627–1629)
- Clemente Ricetti da Iseo OP (1629–1632)
- Francesco Cuccini OP (1633–1634)
- Pietro Martire Bonacci de Raggiato(1634–1639)
- Vincenzo Maria Cimarelli OP (1639–1649)
- Serafino Bonarelli da Mantova OP (1649–1655)
- Ludovico Pezzani OP (1656–1661)
- Giovanni Battista Righi OP (1661–1665)
- Tommaso Mazza OP (1665–1667)
- Pietro Maria Armani da Fano OP (1667–1674)
- Antonio Cecotti da Cotignola OP (1675?–1677)
- Giovanni Carlo Falconi da Fermo OP (1677–1678)
- Ludovico Agostino Castelli da Milano OP (1679–1682)
- Giovanni Francesco Orselli da Forlì OP (1682–1686)
- Giovanni Battista Pichi da Ancona OP (1686–1694)
- Giovanni Angelo Benvenuti da Bergamo OP (1694–1702)
- Giovanni Paolo Mazzoleni da Bergamo OP (1702–1706)
- Giovanni Battista Giampi da Fabriano OP (1706–1710)
- Andrea Reali da Forlì OP (1710–1712)
- Giovanni Domenico Crescioni da Cingoli OP (1712–1718)[1]
- Raimondo Sampaolo da Roma OP (1718–1723)
- Giacinto Antonio Biondi da Lugo (1723–1739)[2]
- Pier Tommaso Campana OP (1739–1750)[3]
- Serafino Maccarinelli da Brescia OP (1750–1757)[4]
- Gian Battista Wahemans OP (1759?–1761)[5]
- Filippo Rosa Lanzi OP (1761–1763)[6]
- Arcangelo Patuzzi OP (1763-1765?)[7]

Ostatnim inkwizytorem Cremy był Pietro Placido Novelli OP (1787–1797). Nie są znani jego poprzednicy z lat 1765-1787.